# 日本情報通信
日本情報通信株式会社は東京都中央区に本社を置く、システムインテグレーション・コンサルティング・クラウドサービスの提供会社。

## 概要
1985年（昭和60年）12月18日、日本電信電話（NTT）および日本IBMの出資により設立。
システムインテグレーターとして、IBMの最先端技術をベースに、システム開発、製品・サービス、ネットワークサービスの各分野でのサービスを提供している。
IBM社の全ての製品を取り扱い、コンサルティング会社として、ハードウェアやソフトウェアを選定し、提供してきている。また、EDI関係業務として、自動車業界と関連業界を結ぶ『JNX』、流通業界でシェアを持つ『EDIPACK』など、業界に特化したサービスを提供している。
2014年より、出資元との関係を活かして、日本IBMのクラウド（SoftLayer）およびNTTコミュニケーションズのクラウド（Enterprise Cloud）と連携したクラウドビジネスを積極的に進めている。
2018年、サーフィン選手 日本学生トップサーファー石川拳大をシンボル社員として採用した。
2020年、新型コロナウィルス感染拡大を機に、テレワークを全社に導入。2021年、勤務先を自分で指定する「どこでもオフィス制度」を運用開始した。2022年、ハイブリッドワークスタイルを実現する新オフィス「NI+C Garden」を開設。テレワーク実施率80%をキープしている。

## サービス内容
1985年（昭和60年）以降システムインテグレータとして、コンサルティング、ハードウェア、ソフトウェアの選定、販売を行ってきている。
1993年（平成5年）から1996年（平成8年）にかけてはNTT系の大型開発プロジェクトに参画。
2008年（平成20年）、花王から、花王インフォネットワーク株式会社の発行済全株式を譲り受け、エヌアイシー・インフォトレード株式会社を設立した。なお、同社は、2011年に日本情報通信に吸収合併した。
2009年（平成21年）、企業向けクラウドコンピューティング・サービスを開始した。また、同年、日本IBMから「イノベーション・パートナー・オブザイヤー」を受賞し、その後3年連続して同賞を受賞している。同年には「クラウド・ソリューション・パートナー」として表彰された。
EDI、クラウドビジネスに特徴を有する同社は、2014年（平成26年）に、日本IBMおよびNTTコミュニケーションズと連携したクラウドビジネスを展開した。その他、NI+Cクラウドサービス「NI＋C Cloud Power （IBM i ・AS/400・AIX向けクラウドサービス）」を展開。
2014年（平成26年）、ビジネスインテリジェンス（BI。現・データアナリティクス）事業を本格化。
2015年（平成27年）、セキュリティ分野に着手。
2021年（令和3年）、行政デジタル推進事業開始。2022年には11の自治体のDXをサポート。
2023年（令和5年）、サイバー攻撃、防御体験施設「セキュリティアリーナ」開設。生成AIクライアントアプリ「NICMA(ニックマ)」を販売開始。同時に広域行政ネットワークに対応した「NICMA for LGWAN」も提供を開始した。

## 事業所
- 本社 - 東京都中央区明石町8番1号　聖路加タワー15階